# Chris Oyakhilome
Chris Oyakhilome znany jako Pastor Chris (ur. 7 grudnia 1963 w Edo, Nigeria) – nigeryjski pastor zielonoświątkowy, prezenter telewizyjny i autor kilku bestsellerów, takich jak „None of These Diseases” i „Rhapsody of Realities”. Założyciel i prezes chrześcijańskiej organizacji Believers LoveWorld Incorporated znanej także jako Christ Embassy.